# Windischholzhausen
Windischholzhausen, Erfurt-Windischholzhausen – dzielnica miasta Erfurt w Niemczech, w kraju związkowym Turyngia.